# The Ghost Breaker (film din 1922)

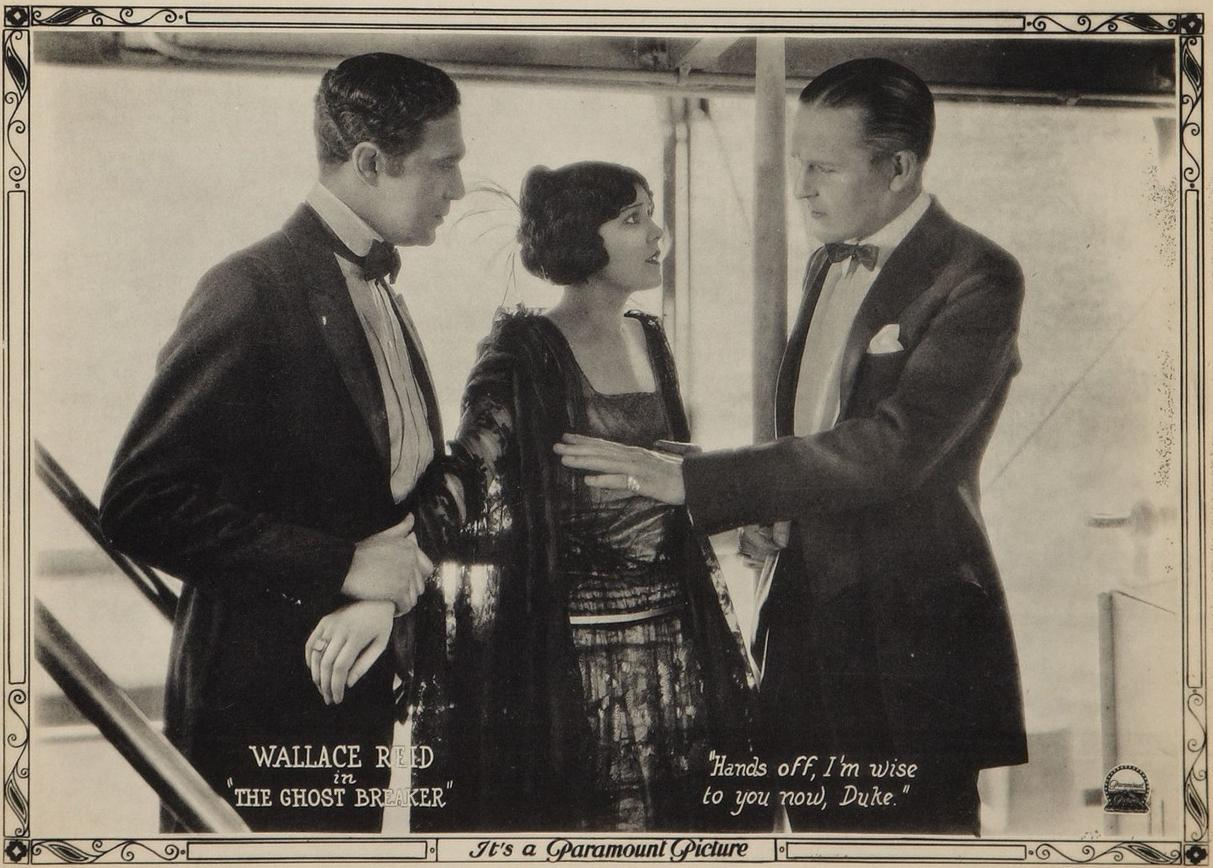

The Ghost Breaker este un film de groazǎ-comedie american din 1922 regizat de Alfred E. Green, cu Wallace Reid și Lila Lee în rolurile principale.

## Distribuție
- Wallace Reid
- Lila Lee
- Walter Hirers
- Arthur Carewe
- J. Farrell MacDonald
- Frances Raymond
- Snitz Edwards
- Richard Arlen
- Marvyn LeRoy
- George O'Brein